# 卡若遗址
卡若遗址，位于中國西藏自治区昌都市卡若區卡若村，是新石器时代遗址。

## 简介
卡若遗址是澜沧江上游地区的新石器时代遗址，位于西藏自治区昌都市卡若區卡若村，占地面积约1万平方米，于1978年至1979年发掘。
藏语“卡若”意为“城堡”。传说在元朝，一位名叫多达的将军曾想征服该地，遭到当地民众筑城抵抗，后来城堡虽被攻占并废毁，但名称保留下来，成为卡若村的村名。
卡若遗址地处距离昌都镇以西大约12公里的昌都水泥厂附近。1977年，昌都水泥厂在施工中发现大批石斧、石锛、陶罐等文物及工具。1979年，卡若遗址正式发掘，发掘面积达1800平方米，发现房屋遗迹31处，出土石器、骨器、陶片等上万件文物，还有大量动物骨骼及粟，经过测定，这些物品均出自4千至5千年前的新石器时代。
卡若遗址分为早期、晚期，发现房屋基址28座。其中的圆底房屋，经过复原研究，是以室内立柱及周边斜柱搭成的圆锥形的窝棚式建筑。此外还有竖壁半地穴式建筑、地面式建筑。晚期的半地穴式房屋，是在穴的四壁垒砌石墙，有的还在上部续建一层楼。另外，卡若遗址还发现了可能和原始宗教有关的圆石台、石围圈遗迹。在卡若遗址发现的工具，主要是大型打制石器，兼有细石器、磨制石器 ，骨器也较为丰富，陶器以几何图案刻划纹装饰最富有特色。该遗址发现了农作物粟、家畜猪的遗存，可见当时的经济以粟作农业为主，辅之经常性狩猎。一般将该遗存称为“卡若文化”。
卡若遗址被考古界及古人类学界视为西藏三大原始文化遗址（卡若文化、曲贡文化、藏北细石器文化）之一。该遗址将西藏历史提前到距今大约五千年之前，出土文物则证明早在四、五千年前，卡若遗址文化便和黄河上游甘肃、青海地区的文化及云南境内的元谋文化存在联系。